# Zabójstwo Konstantego Lachotty
Zabójstwo Konstantego Lachotty – zabójstwo polskiego działacza narodowego Konstantego Lachotty, które miało miejsce 5 października 1921 w Prudniku, dokonane przez niemieckich bojówkarzy.

## Tło wydarzeń
Konstanty Lachotta urodził się w 1868 lub 1880. Pochodził ze wsi Krobusz na ziemi prudnickiej, w Cesarstwie Niemieckim. W Krobuszu pracował w młynie, który otrzymał w spadku po ojcu. Przed I wojną światową sprzedał młyn i zakupił karczmę w pobliskich Olbrachcicach, dokąd przeprowadził się z rodziną.
Lachotta darzony był sympatią przez miejscowych Polaków. Według spisu ludności z 1 grudnia 1910, na 611 mieszkańców Olbrachcic 54 posługiwało się językiem niemieckim, a 557 językiem polskim. W okresie przygotowań do plebiscytu na Górnym Śląsku, bracia Jan i Konstanty Lachottowie byli członkami Wydziału Parytetycznego. Konstanty uczestniczył w powstaniach śląskich. Karczma Lachotty stała się miejscem zebrań polskiej społeczności. Organizowano w niej spotkania z lokalnymi działaczami, którzy propagowali polskie postawy wśród Ślązaków.
5 maja 1921, w czasie III powstania śląskiego, bracia Jan i Konstanty Lachottowie zostali pojmani przez członków Freikorpsu, „ciężko sponiewierani” i siłą zaprowadzeni do Prudnika. Podczas ich nieobecności, niemieccy bojówkarze splądrowali ich gospodarstwo. Napad powtórzono 9 czerwca 1921. Straty materialne Lachottów wyceniono na 124 800 marek.

## Napad 5 października i odnalezienie ciała
Do trzeciego napadu na karczmę Lachotty doszło już po zakończeniu III powstania śląskiego. 5 października 1921, o godzinie 21:30, grupa bojówkarzy przyjechała samochodem przed karczmę Lachottów w Olbrachcicach. Domagali się otwarcia im drzwi pod pretekstem kupna papierosów. Gdy Konstanty Lachotta otworzył im drzwi, „napadli go z bronią w ręku” i zmusili do zajęcia miejsca w samochodzie. Jan zdołał uciec przez okno.
Niemcy zdemolowali i okradli karczmę, po czym odjechali z Konstantym w kierunku Prudnika. Potwierdził to urzędnik finansowy Wurm, który rewidował paszporty pasażerów samochodu, gdy pojazd przekraczał linię demarkacyjną.
Dziewięć lub dziesięć dni po uprowadzeniu Lachotty (14 lub 15 października 1921), jego zwłoki znaleziono w piaskowni pod Prudnikiem. Oprawcy w pośpiechu nie dokończyli zakopywania zwłok. Część ciała wystawała spod ziemi. Zwłoki Lachotty wskazywały ślady trzech strzałów w głowę. Po stwierdzeniu tożsamości zwłok, władze sądowe pozwoliły je pogrzebać. Ciałem zaopiekowali się współpracownicy Lachotty z akcji plebiscytowej – Franciszek i Wilhelm Reszkowie. Przywieźli zwłoki do Olbrachcic własnym samochodem.

## Następstwa
Konstanty Lachotta został pochowany w grobie, w którym spoczywała jego matka na cmentarzu parafialnym w Olbrachcicach. Rodzina wystawiła pomnik z inskrypcją: „Tu spoczywa w Bogu kochana matka nasza Joanna Lachotta zm. 8.05.1917 i kochany brat nasz Konstanty Lachotta położywszy życie za świętą sprawę zm. 5.10.1921”.
W aktach parafii Niepokalanego Poczęcia Najświętszej Maryi Panny w Olbrachcicach zachował się zapis w języku niemieckim przy nazwisku Konstantego Lachotty: „Mord polityczny przez zastrzelenie. Został 5.10 uprowadzony samochodem. Brał udział w walce politycznej – Polak”.
Jan Lachotta sprzedał całe gospodarstwo w Olbrachcicach. Około dwa tygodnie po pogrzebie Konstantego, we wsi ponownie zjawili się członkowie Freikorpsu, bezskutecznie szukając Jana.
Sprawa zabójstwa Lachotty została opisana w 1921 w gazetach: „Sztandar Polski”, „Dziennik Śląski”, „Gazeta Robotnicza”, „Orędownik Śląski”. Jego postać została przypomniana w 1987 na łamach „Głosu Włókniarza” i w 1990 w „Tygodniku Prudnickim”. Helena Kowalik w swoim reportażu w „Prawie i Życiu” w 1990 stwierdziła, że nie była w stanie znaleźć grobu Lachotty: „Przypomniałam sobie radę Nabzdykowej, aby zajrzeć na cmentarz. Długo i daremnie szukałam nagrobnej tablicy, o której wspominała”. Doprowadziło to do pogłosek, jakoby liczna w okolicy Prudnika mniejszość niemiecka zniszczyła pomnik Lachotty „jako niewygodne świadectwo polskości tych ziem”. Pogłoski zdementowała redakcja „Tygodnika Prudnickiego”, która wraz z fotoreporterem udała się na cmentarz w Olbrachcicach i udowodniła, że grób nie został zniszczony.